# Associação Centro Recreativo e Cultural Souropires
A Associação Centro Recreativo e Cultural Souro Pires é um clube português, localizado an freguesia de Souro Pires, concelho de Pinhel, distrito da Guarda.

## História
Este clube foi fundado em 1981 e o seu actual presidente chama-se António Baraças. Na época de 2005-2006, a equipa de seniores participa no campeonato da 3ª divisão, série C.

## Estádio
A equipa efectua os seus jogos caseiros no Campo da Recta.